# Kredietverzekering
Een kredietverzekering is een verzekering die bescherming biedt tegen het risico dat een afnemer geleverde goederen en diensten niet kan betalen doordat de afnemer failliet gaat of in surseance van betaling is geraakt.
Voor zaken doen met het buitenland bestaat de exportkredietverzekering. Bij de verzekering wordt meestal gebruikgemaakt van een gespecialiseerde assurantietussenpersoon. 